# Matthew Breeze
Matthew Christopher Breeze (født 10. juni 1972 Sydney, Australien) er en australsk fodbolddommer. Han blev FIFA-dommer i 2001 og dømmer i A-League.
Han dømte blandt andet bronzefinalen i U20-VM i 2003, bronzefinalen i Confederations Cup 2005 og en semifinale i AFC Asian Cup i 2007 da Australien blev en del af Asian Football Confederation. Han har også dømt U17-VM og flere kampe i den øverste division i Qatar.
Han har dømt flere kampe i i Confederations Cup 2009.
Han snakker engelsk og har tidligere været politibetjent og advokat.